# 아이덴티티 (영화)
《아이덴티티》(영어: Identity)는 2003년 개봉한 미국의 심리 공포 스릴러 영화이다.

## 출연진
- 존 큐색 - 에드워드 “에드” 다코타 역
- 레이 리오타 - 새뮤얼 로즈 역
- 어맨다 피트 - 패리스 네바다 역
- 존 호크스 - 래리 워싱턴 역
- 앨프리드 몰리나 - 맬릭 의사 역
- 클리아 듀발 - 지니 이지애나 역
- 존 C. 맥긴리 - 조지 요크 역
- 윌리엄 리 스콧 - 루 이지애나 역
- 제이크 뷰시 - 로버트 메인 역
- 프루잇 테일러 빈스 - 맬컴 리버스 역
- 리베카 더모네이 - 캐럴라인 수잰 역
- 카먼 아젠지애노 - 피고측 변호사 역
- 마셜 벨 - 지방 검사 역
- 릴라 켄즐 - 앨리스 요크 역
- 맷 레처 - 지방 검사보 역
- 브렛 로어 - 티미 요크 역
- 홈스 오즈번 - 테일러 판사 역
- 프레더릭 코핀

## 우리말 녹음
| SBS 성우진 (2008년 12월 14일) - 강수진 - 에드(존 큐색) - 최한 - 로즈(레이 리오타) / 맬컴(프루잇 테일러 빈스) - 김지영 - 패리스(어맨다 피트) - 양석정 - 래리(존 호크스) - 김관진 - 맬릭(앨프리드 몰리나) / 로버트(제이크 뷰시) - 이미자 - 캐럴라인(리베카 더모네이) - 황윤걸 - 조지(존 C. 맥긴리) / 검사(마셜 벨) - 장성호 - 검사보(맷 레처) - 김용준 - 루(윌리엄 리 스콧) - 문남숙 - 지니(클리아 듀발) / 티머시(브렛 로어) | KBS 성우진 (2013년 7월 19일) - 윤동기 - 에드(존 큐색) - 배정미 - 패리스(어맨다 피트) / 티머시(브렛 로어) - 유해무 - 맬컴(프루잇 테일러 빈스) - 안경진 - 캐럴라인(리베카 더모네이) - 이봉준 - 검사(마셜 벨) / 변호인(카먼 아젠지애노) - 김태웅 - 로즈(레이 리오타) - 사성웅 - 맬릭(앨프리드 몰리나) - 방우호 - 검사보(맷 레처) / 로버트(제이크 뷰시) - 남도형 - 루(윌리엄 리 스콧) / 판사(홈스 오즈번) - 박희은 - 앨리스(릴라 켄즐) - 백승철 - 조지(존 C. 맥긴리) / 형사(프레더릭 코핀) - 정성훈 - 래리(존 호크스) - 권문정 - 지니(클리아 듀발) |  |